# Trogon violaceus
Il trogone violaceo o trogone violaceo amazzonico (Trogon violaceus Gmelin, 1788) è un uccello della famiglia Trogonidae.

## Descrizione
È un uccello di piccole dimensioni: da adulto è lungo tra i 23 e i 26 centimetri e pesa tra i 45 e i 65 grammi. La colorazione del piumaggio è, nel maschio, nera e viola iridescente sulla testa, verde sul dorso e sulla parte superiore della coda, mentre il petto è giallo-arancione. La femmina è prevalentemente grigia.

## Abitudini e alimentazione
Il trogone violaceo si nutre di frutti, insetti e altri invertebrati. Nidifica nelle cavità dei tronchi degli alberi o in nidi di vespe e termiti.

## Distribuzione e habitat
Si può trovare in un areale compreso tra il Messico sud-orientale al Sud America centrale. Vive per lo più in foreste pluviali, in boschi della zona tropicale e, raramente, anche in zone coltivate e aride.